# Charles Lennox, III duca di Richmond
Charles-Edward Lennox, III duca di Richmond, Lennox e Aubigny (Edimburgo, 22 febbraio 1735 – Goodwood House, 29 dicembre 1806), è stato un militare, politico, diplomatico e nobile britannico.

## Biografia

### Infanzia ed educazione

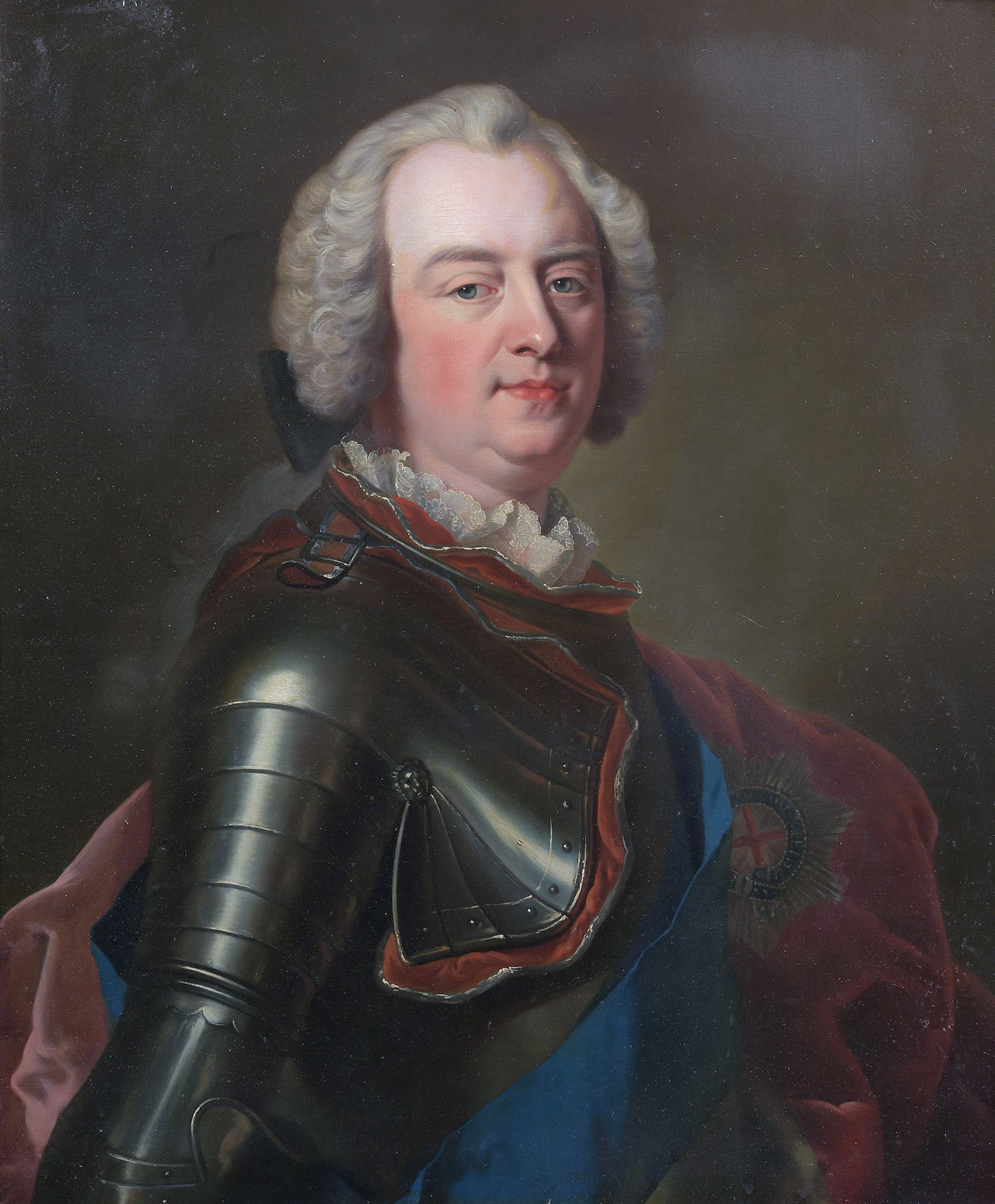
Ritratto di Charles Lennox, II duca di Richmond di Jean Marc Nattier

Figlio di Lord Charles Lennox, II duca di Richmond, nipote di Carlo II d'Inghilterra, e Lady Sarah Cadogan, figlia di William Cadogan, I conte Cadogan, studiò alla Westminster School e al Winchester College.

### Carriera

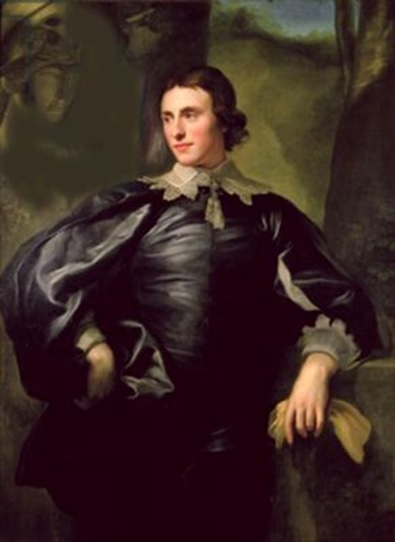
Charles Lennox ritratto da Anton Raphael Mengs

Divenne membro della Royal Society l'11 dicembre 1755, affiancandosi alle correnti più liberali del partito whig, nel quale militava alla Camera dei Lords.

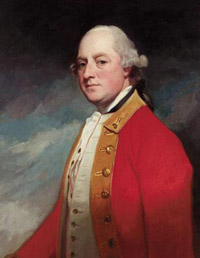
Lord George Lennox in uniforme

Il Duca di Richmond divenne ufficiale d'esercito nel 2nd Foot Guards nel 1751. Dal 1756 al 1758 fu tenente colonnello del 33rd Regiment of Foot. Nel 1758 entrò a far parte del reggimento indipendente 72nd Regiment of Foot, del quale venne nominato poi colonnello e suo fratello minore Lord George Lennox prese il comando del 33rd Regiment. I due fratelli presero così parte alla Guerra dei sette anni e precisamente parteciparono agli scontri del Raid di Cherbourg nel 1758 ed alla Battaglia di Minden del 1759. Il 72nd Regiment venne sciolto nel 1763 alla fine della guerra.

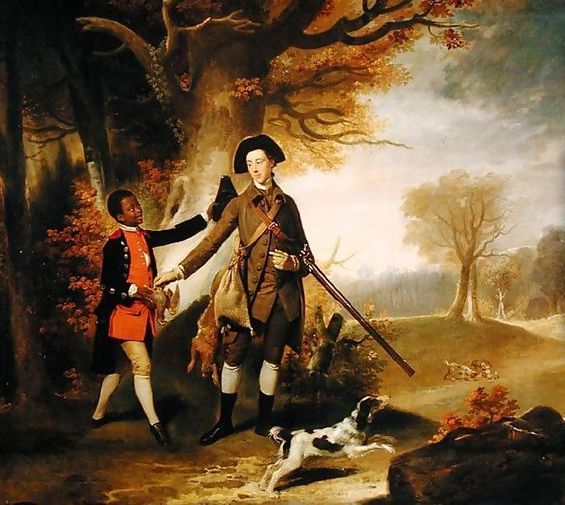
Il duca Charles a caccia di Johann Zoffany, 1765

Il Duca di Richmond venne nominato ambasciatore britannico straordinario a Parigi nel 1765 e deall'anno successivo divenne membro insigne del governo Rockingham, avversò William Pitt e divenne Segretario di Stato e Intendente del Gloucestershire e fu anche ambasciatore a Parigi, prima che la carica venisse ottenuta dall'amico William Nassau de Zuylestein, II conte di Rochford, nobile d'origine olandese.

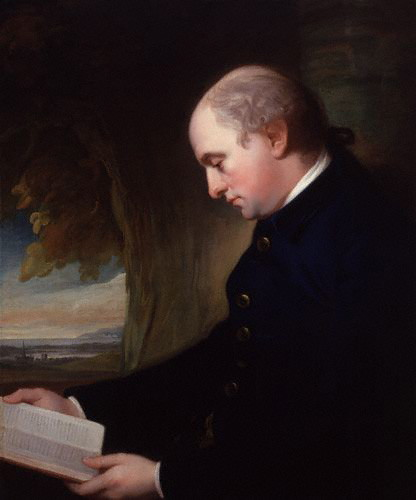
Il Duca di Lennox in un ritratto del 1777.

Nella veste di Consigliere Generale d'Irlanda portò a termine molte riforme, emanando editti intesi alla tolleranza religiosa e ad una maggior eguaglianza sociale davanti alla giustizia. Per tali motivi fu accusato dal partito Tory e principalmente da Lord James Maitland, VIII conte di Lauderlade, rappresentante del gruppo estremista reazionario dei tory, di fomentare i disordini sociali, e costretto ad abbandonare tutte le cariche.

### Morte e successione

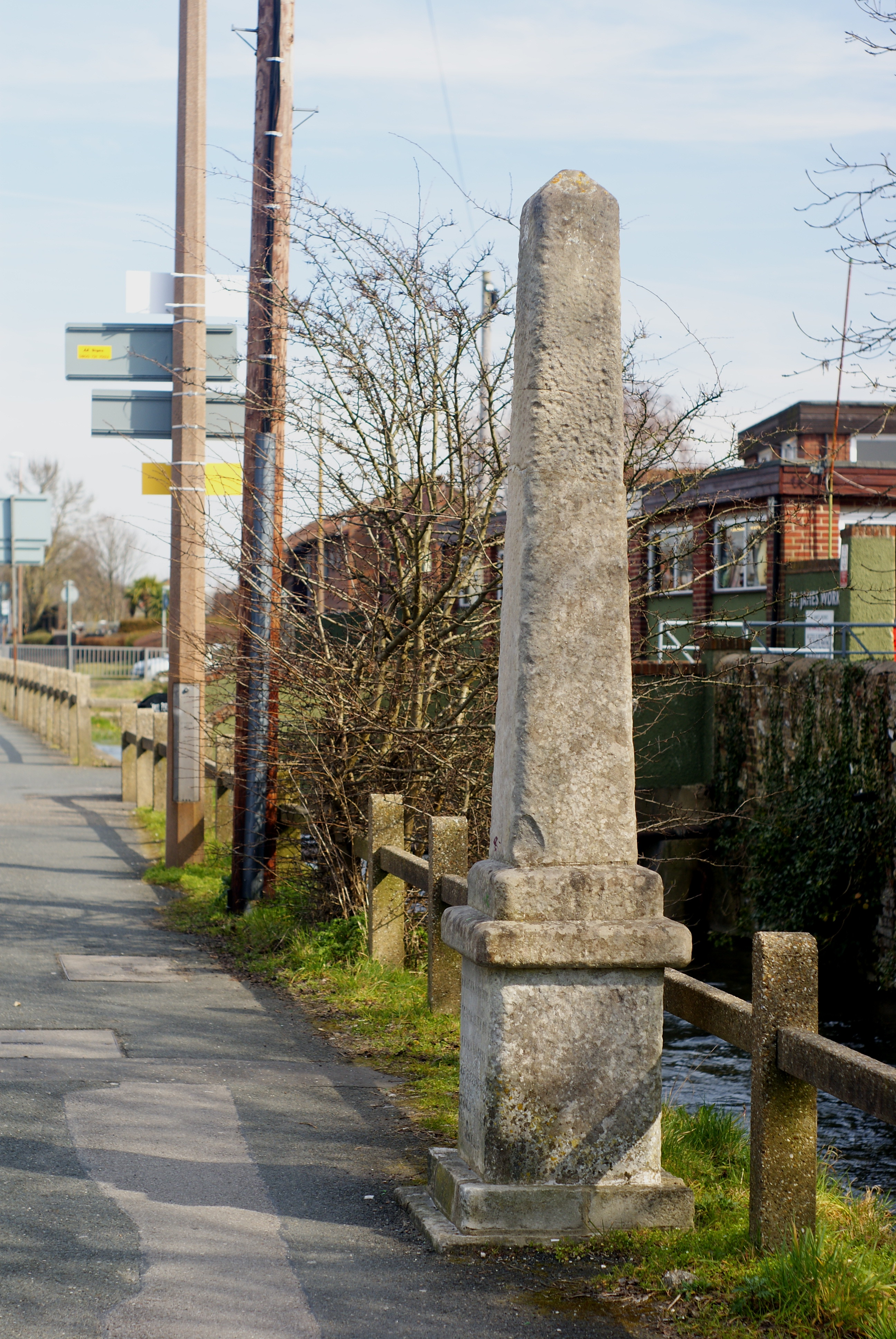
L'obelisco intitolato a Charles-Edward a Chichester

Alla sua morte, avvenuta nel 1806, come Duca di Richmond gli succedette il nipote Lord Charles Lennox; come Segretario di Stato Lord William Petty; come Ministro delle Ordinanze Lord Charles Cornwallis e come Intendente d'Irlanda Lord Charles Howard, XI duca di Norfolk.

## Ascendenza
|                                      |               |                                         | Genitori                                      |  |  | Nonni |  |  | Bisnonni                                            |  |  | Trisnonni                                          |  |
|                                      |               |                                         |                                               |  |  |       |  |  | Charles II, re d'Inghilterra, di Scozia e d'Irlanda |  |  | Charles I, re d'Inghilterra, di Scozia e d'Irlanda |  |
|                                      |               |                                         |                                               |  |  |       |  |  | Charles II, re d'Inghilterra, di Scozia e d'Irlanda |  |  | Charles I, re d'Inghilterra, di Scozia e d'Irlanda |  |
|                                      |               | Henriette-Marie de France               |                                               |  |  |       |  |  | Charles II, re d'Inghilterra, di Scozia e d'Irlanda |  |  |                                                    |  |
| Charles Lennox, I duca di Richmond   |               |                                         |                                               |  |  |       |  |  | Charles II, re d'Inghilterra, di Scozia e d'Irlanda |  |  |                                                    |  |
|                                      |               | Louise Renée de Penancoët de Kérouaille | Guillaume de Penancoët, signore di Kérouaille |  |  |       |  |  |                                                     |  |  |                                                    |  |
|                                      |               | Louise Renée de Penancoët de Kérouaille | Guillaume de Penancoët, signore di Kérouaille |  |  |       |  |  |                                                     |  |  |                                                    |  |
|                                      |               | Louise Renée de Penancoët de Kérouaille | Marie de Plœuc de Tymeur                      |  |  |       |  |  |                                                     |  |  |                                                    |  |
| Charles Lennox, II duca di Richmond  |               | Louise Renée de Penancoët de Kérouaille |                                               |  |  |       |  |  |                                                     |  |  |                                                    |  |
|                                      |               | Francis Brudenell, barone Brudenell     | Robert Brudenell, II conte di Cardigan        |  |  |       |  |  |                                                     |  |  |                                                    |  |
|                                      |               | Francis Brudenell, barone Brudenell     | Robert Brudenell, II conte di Cardigan        |  |  |       |  |  |                                                     |  |  |                                                    |  |
|                                      |               | Francis Brudenell, barone Brudenell     | Anne Savage                                   |  |  |       |  |  |                                                     |  |  |                                                    |  |
| Anne Brudenell                       |               | Francis Brudenell, barone Brudenell     |                                               |  |  |       |  |  |                                                     |  |  |                                                    |  |
|                                      |               | Frances Savile                          | Thomas Savile, I conte di Sussex              |  |  |       |  |  |                                                     |  |  |                                                    |  |
|                                      |               | Frances Savile                          | Thomas Savile, I conte di Sussex              |  |  |       |  |  |                                                     |  |  |                                                    |  |
|                                      |               | Frances Savile                          | Anne Villiers                                 |  |  |       |  |  |                                                     |  |  |                                                    |  |
| Charles Lennox, III duca di Richmond |               | Frances Savile                          |                                               |  |  |       |  |  |                                                     |  |  |                                                    |  |
|                                      | Henry Cadogan | William Cadogan                         |                                               |  |  |       |  |  |                                                     |  |  |                                                    |  |
|                                      | Henry Cadogan | William Cadogan                         |                                               |  |  |       |  |  |                                                     |  |  |                                                    |  |
|                                      | Henry Cadogan | Elizabeth Roberts                       |                                               |  |  |       |  |  |                                                     |  |  |                                                    |  |
| William Cadogan, I conte Cadogan     | Henry Cadogan |                                         |                                               |  |  |       |  |  |                                                     |  |  |                                                    |  |
|                                      |               | Bridget Waller                          | Hardress Waller                               |  |  |       |  |  |                                                     |  |  |                                                    |  |
|                                      |               | Bridget Waller                          | Hardress Waller                               |  |  |       |  |  |                                                     |  |  |                                                    |  |
|                                      |               | Bridget Waller                          | Elizabeth Southwell                           |  |  |       |  |  |                                                     |  |  |                                                    |  |
| Sarah Cadogan                        |               | Bridget Waller                          |                                               |  |  |       |  |  |                                                     |  |  |                                                    |  |
|                                      |               | Jan Munter                              | Joan Munter                                   |  |  |       |  |  |                                                     |  |  |                                                    |  |
|                                      |               | Jan Munter                              | Joan Munter                                   |  |  |       |  |  |                                                     |  |  |                                                    |  |
|                                      |               | Jan Munter                              | Margaretha Geelvinck                          |  |  |       |  |  |                                                     |  |  |                                                    |  |
| Margaretta Cecilia Munter            |               | Jan Munter                              |                                               |  |  |       |  |  |                                                     |  |  |                                                    |  |
|                                      |               | Margaretha Trip                         | Hendrick Trip                                 |  |  |       |  |  |                                                     |  |  |                                                    |  |
|                                      |               | Margaretha Trip                         | Hendrick Trip                                 |  |  |       |  |  |                                                     |  |  |                                                    |  |
|                                      |               | Margaretha Trip                         | Cecilia Godin                                 |  |  |       |  |  |                                                     |  |  |                                                    |  |
|                                      |               | Margaretha Trip                         |                                               |  |  |       |  |  |                                                     |  |  |                                                    |  |